# Mor Faye
Pour les articles homonymes, voir Faye.
Mor Faye, né à Dakar le 26 mars 1947 et mort le 6 novembre 1984, est un peintre abstrait sénégalais qui fit partie de la première génération du mouvement de renouveau artistique né au Sénégal à l'aube de l'indépendance et connu sous le nom d'« École de Dakar », sous la direction du peintre Iba NDiaye, décédé en 2008.
Artiste tourmenté et prolifique, il est l'auteur de plus de 800 tableaux.
En 1984, il succomba à une crise de paludisme, à l'âge de 37 ans.

## Sélection d'œuvres
- Offrande, 1973
- Rêverie, 1973
- Poésie, 1983
- Musique, 1984